# Campeonato Timorense de Futebol de 2025
A Liga Futebol Timor-Leste 2024-25 é a 8ª edição oficial do Campeonato Timorense de Futebol, e a sétima no atual formato. É organizada pela Federação de Futebol de Timor-Leste, após a eleição de seu novo presidente, e conta com 10 times participantes na Primeira Divisão.
A temporada marca a reativação do torneio, após dois anos de inatividade, tendo sido antecipada pela janela de transfência de jogadores entre os clubes. A edição também marca a estreia da nova presidência da liga, liderada por Ipolito Soares.
Programada, inicialmente, para o mês de abril, a primeira partida do campeonato teve lugar em 24 de maio, no Estádio de Manatuto, tendo sido disputada entre o então defensor do título Karketu Dili F.C., que sagrou-se tricampeão nacional na edição 2022-23, e o campeão da temporada 2015-16 Benfica Laulara.
O vencedor da liga foi o Karketu Dili, que conquistou o título com um empate contra o Emmanuel FC na penúltima rodada e tornou-se tetracampeão nacional. O time qualificou-se para a Supertaça Timorense 2025, o Campeonato de Clubes da ASEAN e a AFC Challenge League de 2026.

## Equipes Participantes
Participam desta edição os oito clubes primeiros colocados da Primeira Divisão de 2022-23 mais os dois promovidos da Segunda Divisão do campeonato.
| Aumento | Equipes promovidas da Segunda Divisão de 2022-23 |

| Clube                           | Município | Cidade   | Em 2022-23                 | Participação | Melhor resultado                 |
| ------------------------------- | --------- | -------- | -------------------------- | ------------ | -------------------------------- |
| Assalam F.C.                    | Díli      | Díli     | 6º colocado                | 4ª           | 5º colocado (2022-23)            |
| Atlético Ultramar / Coração FC1 | Manatuto  | Manatuto | 5º colocado                | 4ª           | 3º colocado (2018)               |
| DIT FC                          | Díli      | Díli     | Campeão da 2ª Divisão      | 4ª           | 7º colocado (2015-16)            |
| Emmanuel FC                     | Díli      | Díli     | Vice-campeão               | 2ª           | Vice-campeão (2022-23)           |
| F.C. Académica                  | Díli      | Díli     | 8º colocado                | 7ª           | 3º colocado (2005-06)            |
| Karketu Dili F.C.               | Díli      | Díli     | Campeão                    | 7ª           | Campeão (2017, 2020-21, 2022-23) |
| Marca FC                        | Díli      | Díli     | Vice-campeão da 2ª Divisão | 1ª           | Estreante                        |
| Ponta Leste                     | Díli      | Díli     | 4º colocado                | 7ª           | Vice-campeão (2017)              |
| Porto Taibesse                  | Díli      | Díli     | 7º colocado                | 5ª           | 3º colocado (2015-16)            |
| Sport Laulara e Benfica         | Aileu     | Laulara  | 3º colocado                | 8ª           | Campeão (2015-16)                |

1O Atlético Ultramar mudou seu nome para Coração FC antes do início do campeonato.

## Regulamento
Os times jogam entre si em turno único. A equipe campeã é aquela que somar mais pontos ao fim das 9 rodadas. Ao final do torneio, as duas piores equipes do campeonato serão rebaixadas para a Segunda Divisão.

### Critérios de desempate
Ocorrendo igualdade em pontos ganhos entre 2 (dois) ou mais clubes aplicam-se, sucessivamente, os seguintes critérios técnicos de desempate:
- a) maior saldo de gols
- b) maior número de gols marcados
- c) resultados dos confrontos diretos

### Prêmios por partida
Cada equipa participante recebe um subsídio de 30 mil dólares (cerca de 27 mil euros) de preparação para o campeonato. Além disso, um prêmio total de 1 mil dólares americanos é distribuído por partida, sendo destes 70% para o vencedor e 30% para o perdedor (em caso de empate, ambos receberão 50% do valor). São, ao total, 45 partidas no campeonato.
Ademais, o vencedor da Primeira Divisão recebe um prêmio de 25 mil dólares (cerca de 22 mil euros) e o vice de 15 mil dólares (cerca de 13 mil euros). Ao total, o torneio distribuirá aproximadamente 400 mil doláres (cerca de 350 mil euros) em prêmios.

## Resultados
O turno único do campeonato decorre de 24 de maio a 31 de agosto. Houve uma pausa nas partidas entre os dias 17 e 27 de julho, devido à realização dos Jogos da CPLP 2025 em Timor-Leste.

### Partidas
A tabela dos confrontos dos clubes na primeira rodada foi definida por meio de sorteio e divulgada pela Liga Futebol em 21 de maio de 2025, com o detalhamento dos locais e horários (as partidas estão na hora local de Timor-Leste, que segue o horário do Extremo Oriente (UTC+09:00).
Primeira rodada
| 24 de maio | 16:00 | Karketu Dili | 1–0 | SL Benfica | Estádio de Manatuto |

| 25 de maio | 16:00 | Ponta Leste | 0–0 | Coração FC | Estádio do Café (Gleno) |

| 25 de maio | 16:00 | DIT FC | 3–3 | Emmanuel FC | Estádio de Manatuto |

| 26 de maio | 16:00 | Porto Taibessi | 1–1 | Assalam | Estádio do Café (Gleno) |

| 26 de maio | 16:00 | Marca FC | 0–0 | Académica | Estádio de Manatuto |

Segunda rodada
| 13 de junho | 16:00 | Coração FC | 1–1 | DIT FC | Estádio do Café (Gleno) |

| 14 de junho | 16:00 | Ponta Leste | 0–2 | Académica | Estádio de Manatuto |

| 14 de junho | 16:00 | Marca FC | 0–4 | Karketu Dili | Estádio do Café (Gleno) |

| 15 de junho | 16:00 | SL Benfica | 0–1 | Assalam | Estádio de Manatuto |

| 15 de junho | 16:00 | Emmanuel FC | 2–0 | Porto Taibessi | Estádio do Café (Gleno) |

Terceira rodada
| 20 de junho | 16:00 | Karketu Dili | 2–0 | Ponta Leste | Estádio do Café (Gleno) |

| 21 de junho | 16:00 | SL Benfica | 1–1 | Emmanuel FC | Estádio de Manatuto |

| 21 de junho | 16:00 | Académica | 2–2 | Coração FC | Estádio do Café (Gleno) |

| 22 de junho | 16:00 | DIT FC | 1–1 | Porto Taibessi | Estádio de Manatuto |

| 22 de junho | 16:00 | Marca FC | 3–0 | Assalam | Estádio do Café (Gleno) |

Quarta rodada
| 27 de junho | 16:00 | Marca FC | 0–0 | Coração FC | Estádio do Café (Gleno) |

| 28 de junho | 16:00 | DIT FC | 1–2 | Ponta Leste | Estádio de Manatuto |

| 28 de junho | 16:00 | Académica | 0–2 | SL Benfica | Estádio do Café (Gleno) |

| 29 de junho | 16:00 | Porto Taibessi | 0–2 | Karketu Dili | Estádio de Manatuto |

| 29 de junho | 16:00 | Emmanuel FC | 1–1 | Assalam | Estádio do Café (Gleno) |

Quinta rodada
| 4 de julho | 16:00 | Emmanuel FC | 0–0 | Ponta Leste | Estádio do Café (Gleno) |

| 5 de julho | 16:00 | Assalam | 1–0 | Coração FC | Estádio de Manatuto |

| 5 de julho | 16:00 | Karketu Dili | 7–0 | Académica | Estádio do Café (Gleno) |

| 5 de julho | 16:00 | Marca FC | 1–2 | Porto Taibessi | Estádio de Manatuto |

| 5 de julho | 16:00 | DIT FC | 1–1 | SL Benfica | Estádio do Café (Gleno) |

Sexta rodada
| 11 de julho | 16:00 | Emmanuel FC | 3–2 | Coração FC | Estádio do Café (Gleno) |

| 12 de julho | 16:00 | Porto Taibesse | 2–1 | Ponta Leste | Estádio de Manatuto |

| 12 de julho | 16:00 | Assalam | 1–0 | Académica | Estádio do Café (Gleno) |

| 13 de julho | 16:00 | DIT FC | 0–0 | Karketu Dili | Estádio de Manatuto |

| 13 de julho | 16:00 | Marca FC | 1–0 | SL Benfica | Estádio do Café (Gleno) |

Sétima rodada
| 9 de agosto | 16:00 | SL Benfica | 3–1 | Ponta Leste | Estádio Municipal de Díli |

| 9 de agosto | 18:30 | Porto Taibesse | 1–0 | Coração FC | Estádio Municipal de Díli |

| 10 de agosto | 16:00 | Assalam | 0–1 | Karketu Dili | Estádio Municipal de Díli |

| 10 de agosto | 16:00 | Emmanuel FC | 1–0 | Académica | Estádio do Café (Gleno) |

| 10 de agosto | 18:30 | DIT FC | 0–0 | Marca FC | Estádio Municipal de Díli |

Oitava rodada
| 16 de agosto | 16:00 | Marca FC | 0–0 | Ponta Leste | Estádio Municipal de Díli |

| 16 de agosto | 19:30 | SL Benfica | 1–2 | Coração FC | Estádio Municipal de Díli |

| 17 de agosto | 16:00 | Porto Taibesse | 0–1 | Académica | Estádio Municipal de Díli |

| 17 de agosto | 16:00 | DIT FC | 3–1 | Assalam | Estádio do Café (Gleno) |

| 17 de agosto | 19:30 | Emmanuel FC | 0–0 | Karketu Dili (C) | Estádio Municipal de Díli |

## Classificação parcial
| #  | Equipa         | J | V | E | D | GP | GC | SG  | Pts | Classificação                      |
| -- | -------------- | - | - | - | - | -- | -- | --- | --- | ---------------------------------- |
| 1  | Karketu Dili   | 7 | 6 | 1 | 0 | 17 | 0  | +17 | 19  | Classificação p/ Supertaça de 2025 |
| 2  | Emmanuel FC    | 7 | 3 | 4 | 0 | 11 | 7  | +4  | 13  | Salvos                             |
| 3  | Porto Taibesse | 7 | 3 | 2 | 2 | 7  | 8  | −1  | 11  | Salvos                             |
| 4  | Assalam        | 7 | 3 | 2 | 2 | 5  | 6  | −1  | 11  | Salvos                             |
| 5  | Marca FC       | 7 | 2 | 3 | 2 | 5  | 6  | −1  | 9   | Salvos                             |
| 6  | SL Benfica     | 7 | 2 | 2 | 3 | 7  | 6  | +1  | 8   | Salvos                             |
| 7  | DIT FC         | 7 | 0 | 6 | 1 | 7  | 8  | −1  | 6   | Salvos                             |
| 8  | Ponta Leste    | 7 | 1 | 2 | 4 | 4  | 10 | −6  | 5   | Salvos                             |
| 9  | Académica      | 7 | 1 | 2 | 4 | 4  | 13 | −9  | 5   | Rebaixamento p/ 2ª Divisão         |
| 10 | Coração FC     | 7 | 0 | 4 | 3 | 5  | 8  | −3  | 4   | Rebaixamento p/ 2ª Divisão         |

Última atualização em 11 de agosto de 2025
Fonte: Global Sports Archive
Regras para classificação: 1º pontos; 2º saldo de gols; 3º gols pró.
(C) = Campeão; (R) = Rebaixado; (P) = Promovido; (O) = Vencedor do play-off; (A) = Classificado para a próxima fase. 
Somente aplicável se a temporada não tiver terminado: 
(Q) = Classificado para a fase do torneio indicada; (TQ) = Classificado para o torneio, mas não para a fase indicada; (DQ) = Desclassificado do torneio.

## Premiação
| Campeonato Timorense de Futebol de 2024-25 |
| Timor-Leste                                |
| ------------------------------------------ |
| em breve Campeão (0º título)               |

## Ligações Externas
- Liga Timorense - Página oficial no Facebook